# Josh Evans
Josh Evans, właściwie Joshua R. Evans (ur. 16 stycznia 1971 w Nowym Jorku) – amerykański aktor, reżyser, producent, scenarzysta i kompozytor filmowy.

## Życiorys
Jest synem aktorki Ali MacGraw i producenta filmowego Roberta Evansa. Mając 18 lat trafił na duży ekran w epizodycznej roli Tommy’ego Kovica w biograficznym dramacie wojennym Olivera Stone’a Urodzony 4 lipca (Born on the Fourth of July, 1989) u boku Toma Cruise, Toma Berengera i Willema Dafoe oraz komedii Spełnione marzenie (Dream a Little Dream, 1989) z Coreyem Feldmanem, Jasonem Robardsem, Piper Laurie i Harrym Deanem Stantonem. Potem wystąpił w biograficznym dramacie Olivera Stone’a The Doors (1991) u boku Vala Kilmera, Kyle’a MacLachlana i Meg Ryan oraz dreszczowca Rykoszet (Ricochet, 1991) z Denzelem Washingtonem, Lindsay Wagner i Ice'em-T. Dołączył do obsady horroru Dotyk przeznaczenia (The Killing Box, 1993) z Rayem Wise, Adrianem Pasdarem, Alexisem Arquette, Martinem Sheenem, Davidem Arquette i Billym Bobem Thorntonem.
W 1994 zadebiutował jako reżyser i scenarzysta niezależnego filmu Wewnątrz złotej kopalni (Inside the Goldmine) z udziałem Drew Barrymore. W 1998 w Los Angeles otrzymał specjalną nagrodę i stypendium dla Młodego Artysty. Kolejnym jego filmem był dreszczowiec The Price of Air (2000) z Michaelem Madsenem i Alexisem Arquette. Jest twórcą muzyki do swojego dramatu Glam (2001) z Valérie Kaprisky.

### Życie prywatne
W latach 1990–1997 spotykał się z Natashą Gregson Wagner, córką Natalie Wood i pasierbicą Roberta Wagnera, znaną z serialu 4400. 11 września 2003 poślubił Charis Michelsen. W 2012 doszło do rozwodu. W październiku 2012 ożenił się z Roxy Saint. Mają syna Jacksona (ur. 2010).